# Spathuliger hamoni
Spathuliger hamoni är en skalbaggsart som först beskrevs av Auguste Vinson 1953.  Spathuliger hamoni ingår i släktet Spathuliger och familjen långhorningar. Inga underarter finns listade i Catalogue of Life.